# Пеко Дапчевич
Петар «Пеко» Дапчевич (серб. Пеко Дапчевић 25 червня 1913 — 10 лютого 1999) — югославський військовий діяч, генерал-полковник.

## Біографія
За національністю — чорногорець.
Народився 25 червня 1913 року в місті Люботинь поблизу Цетинє, Князівство Чорногорія. Після закінчення гімназії вступив на правничий факультет Белградського університету.
В 1933 році вступив до лав Комуністичної партії Югославії.

### Громадянська війна в Іспанії
В 1937—1939 роках у складі інтернаціональних бригад брав участь в громадянській війні в Іспанії, де був тричі поранений. Дослужився до звання капітана. Після поразки республіканців у лютому 1939 року разом з іншими бійцями інтербригад перейшов французький кордон, де був інтернований французькою поліцією та поміщений у табір для військовополонених. Перебував у таборі до жовтня 1940 року, допоки не організував втечу. Пройшовши через Францію та Австрію, в 1941 році повернувся до Югославії.

### Друга світова війна
Після окупації Югославії вступив до лав партизанів, яких очолював Йосип Броз Тіто. Будучи ініціативним військовиком, Пеко Дапчевич висунувся та став командиром загону, а при створенні партизанських бригад отримав призначення командиром 4-ї пролетарської бригади НВАЮ.
В 1943 році — командир 2-ї пролетарської дивізії. В 1943—1944 роках командував ІІ-им, а потім І-им корпусом. Вів активні дії не лише проти окупаційних військ, але й проти загонів четників, які підтримували емігрантський уряд. Весною 1944 року командував частинам НВАЮ в Чорногорії.
Брав участь у звільненні Герцеговини, Чорногорії, Санджака та Сербії.
15 вересня 1944 року під командуванням Пеко Дапчевича була створена 1-ша армійська група НВАЮ. До її складу увійшли I Пролетарський корпус (1-ша Пролетарська, 5-та Країнська та 6-та Лікська ударні, 17-та та 21-ша дивізії) та XII корпус (11-та, 16-та, 36-та дивізії, з початку жовтня — також 28-ма дивізія). У вересні 1944 року почав великий наступ на четників на захід від Ужиці та завдав їм серйозної поразки.
Керував штурмом Белграда в жовтні 1944 року, здійсненим разом із радянськими військами.
1 січня 1945 року Верховний штаб віддав наказ про створення під командуванням Пеко Дапчевича 1-ї армії НВАЮ. До її складу увійшли 1-ша Пролетарська, 5-та Країнська ударна, 6-та Лікська, 11-та та 21-ша дивізії. На чолі армії воював на Сремському фронті.

### Післявоєнний час
Після закінчення війни в 1945 році командував 4-ю армією НВАЮ, потім займав посаду головного інспектора та заступника начальника Генерального штабу.
Закінчив Вищу військову академію в Москві. В 1953—1955 роках — начальник Генштабу югославської армії.
Після демобілізації від 1955 до 1961 років був секретарем Союзного виконавчого віча (серб. Савезно извршно веће). Потім — посол Югославії в Греції, учасник багатьох дипломатичних місій, заступник голови парламенту (серб. Савезна скупштина).
В 1943 році отримав звання генерал-майора, в 1944 — генерал-лейтенанта, в 1947 — генерал-полковника.
Помер 10 лютого 1999 року. Похований на Новому цвинтарі в Белграді

## Нагороди
Пеко Дапчевич був нагороджений такими нагородами :

### Югославські нагороди
- Орден свободи
- Орден народного героя Югославії
- Орден героя соціалістичної праці
- Орден Бойового Прапора
- Орден Національного визволення (двічі)
- Орден Партизанської зірки
- Орден за хоробрість
- Медаль «Партизанська пам'ять»

### Радянські нагороди
- Орден Кутузова
- Орден Суворова

## Сім'я
Вся сім'я Пеко Дапчевича брала участь у народно-визвольній боротьбі. Проте після конфлікту Союзу комуністів Югославії та Комінформу брати — Владо та Мілутін Дапчевичі, які стали на сторону Комінформу, були арештовані та засуджені до тривалих строків ув'язнення.
Дружина — Мілена Дапчевич (серб. Милена Дапчевић) — югославська актриса. Діти — дочка Мілиця та син Вук.